# Kostivere
Kostivere este o arie protejată (arie specială de conservare — SAC, sit de importanță comunitară — SCI) din Estonia întinsă pe o suprafață de 111,7 ha, integral pe uscat.

## Localizare
Centrul sitului Kostivere este situat la coordonatele 59°26′09″N 25°06′55″E / 59.4357°N 25.1153°E.

## Înființare
Situl Kostivere a fost declarat sit de importanță comunitară în aprilie 2004 pentru a proteja un număr necunoscut de specii din flora spontană și fauna sălbatică aflate în arealul zonei. Situl a fost protejat și ca arie specială de conservare în august 2004.

## Biodiversitate
Situată în ecoregiunea boreală, aria protejată conține 7 habitate naturale: Turlough, Pajiști uscate seminaturale și facies de acoperire cu tufișuri pe substraturi calcaroase (Festuco-Brometalia) (* situri importante pentru orhidee), Alvar nordic și șisturi calcaroase precambriene, Liziere de ierburi înalte hidrofile de câmpie și de nivel montan până la alpin, Fânețe de joasă altitudine (Alopecurus pratensis, Sanguisorba officinalis), Izvoare petrifiante cu formare de travertin (Cratoneurion), Lespezi calcaroase.
La baza desemnării sitului se află un număr nedeclarat de specii protejate.
Pe lângă speciile protejate, pe teritoriul sitului au mai fost identificate 2 specii de plante.